# Лич
Във фентъзито лич (от английски: lich) е вид немъртво създание, обикновено бивш магьосник или крал, използвал магически ритуал за да постигне безсмъртие като ходещ труп. Личовете обикновено са изобразявани като явни трупове (за разлика от често срещаните по-привлекателни форми на вампирите), с изсушени или изтлели до кост тела.
Думата lich (произношение: ˈlɪk) произхожда от староанглийски език и означава „мъртвец, труп“. Съвременният смисъл е популяризиран от ролевите игри от поредицата Dungeons & Dragons